# 7509 Gamzatov
A 7509 Gamzatov (ideiglenes jelöléssel 1977 EL) a Naprendszer kisbolygóövében található aszteroida. Nyikolaj Sztyepanovics Csernih fedezte fel 1977. március 9-én.